# Reynolds (Georgia)
Reynolds è una città degli Stati Uniti d'America, situata in Georgia, nella Contea di Taylor.

## Storia
Secondo più fonti la città sarebbe stata fondata nel 1853 e, stando alle informazioni più accreditate, sarebbe stata così battezzata in onore di John Reynolds  , governatore della Georgia.
Dopo un iniziale periodo di stasi la città ebbe un forte sviluppo con la costruzione della ferrovia.

## Società

### Evoluzione demografica
Abitanti censiti

## Cultura

### Istruzione
La città è asservita al sistema scolastico della contea di Tyler, inoltre è presente una biblioteca civica.

### Eventi
La città è sede dell'annuale festa delle fragole, evento che incorpora anche parate, mostre di varia natura e iniziative dedicate al cibo.

## Infrastrutture e trasporti
La città è servita dalla Fall Line Freeway, dalla Georgia State Route 128 e dalla Georgia State Route 96